# NGC 5532
NGC 5532, inoffiziell auch NGC 5532A genannt, ist eine linsenförmige Radiogalaxie vom Hubble-Typ S0 im Sternbild Bärenhüter am Nordsternhimmel. Sie ist schätzungsweise 331 Millionen Lichtjahre von der Milchstraße entfernt und hat einen Durchmesser von etwa 120.000 Lichtjahren. Gemeinsam mit PGC 214240 (NGC 5532B) bildet sie das möglicherweise gebundene Galaxienpaar
Holm 622.
Im selben Himmelsareal befinden sich u. a. die Galaxien NGC 5531, PGC 1383540, PGC 1384516, PGC 1385124
Die Typ-Ia Supernova SN 2007ao wurde hier beobachtet.
Das Objekt wurde am 15. März 1784 von Wilhelm Herschel mit einem 18,7-Zoll-Spiegelteleskop entdeckt, der sie dabei mit „vF, r, 2 or 3 stars in it“ beschrieb.